# شهرستان باقای‌آته
شهرستان باقای‌آته (قرقیزی:Бакай-Ата району، باقاي اتا وودانى)(به روسی: Бакай-Атинский район) یک شهرستان از استان تلاس است که در شمال غربی قرقیزستان واقع شده‌است. این شهرستان دارای مساحت ۲۹۲۸ کیلومترمربع (۱۱۳۱ مایل مربع) می‌باشد. مرکز این شهرستان شهر باقای‌آته است.

## خصوصیات
شهرستان باقای‌آته بر اساس آمار سال ۲۰۰۹، مشتمل بر ۱۹ منطقه مسکونی، و دارای ۴۴،۰۵۷ نفر جمعیت است.